# Rahkavaara
Rahkavaara är en kulle i Finland.   Den ligger i den ekonomiska regionen  Östra Lapplands ekonomiska region  och landskapet Lappland, i den norra delen av landet, 800 km norr om huvudstaden Helsingfors. Toppen på Rahkavaara är 330 meter över havet, eller 58 meter över den omgivande terrängen. Bredden vid basen är 1,7 km.
Terrängen runt Rahkavaara är huvudsakligen platt.  Trakten runt Rahkavaara är nära nog obefolkad, med mindre än två invånare per kvadratkilometer. Det finns inga samhällen i närheten. 